# Campeonato de Fórmula 3 Europea de la FIA
El Campeonato de Fórmula 3 Europea de la FIA fue un campeonato de automovilismo europeo organizado por la FIA bajo el reglamento de Fórmula 3.
La Fórmula 3 nació en Europa luego de la Segunda Guerra Mundial y en la década del 50 se formaron muchos campeonatos nacionales, pero el campeonato continental se creó recién en 1975, utilizando monoplazas con motores de 2000 cc normalmente aspirados basados en unidades de automóviles de carretera y con un peso mínimo de 440 kg. Luego de 10 temporadas, fue reemplazado por un evento de carrera única a fin de año donde competían los contendientes a los títulos nacionales (este duró hasta 1990).
A excepción de la primera temporada, solamente se permitía la participación a pilotos con licencia internacional pero sin superlicencia de Fórmula 1 ni que hayan participado en Fórmula 2 en las últimas dos temporadas.
Los 10 campeones de la serie fueron pilotos de Fórmula 1, incluyendo a los ganadores de Grandes Premios Riccardo Patrese, Michele Alboreto y Alain Prost (este último cuatro veces campeón mundial).

## Campeones
| Año                                       | Campeón                             | Equipo                              |
| Copa de Fórmula 3 Europea de la FIA       | Copa de Fórmula 3 Europea de la FIA | Copa de Fórmula 3 Europea de la FIA |
| ----------------------------------------- | ----------------------------------- | ----------------------------------- |
| 1975                                      | Larry Perkins                       | Team Cowangie                       |
| Campeonato de Fórmula 3 Europea de la FIA |                                     |                                     |
| 1976                                      | Riccardo Patrese                    | Trivellato Racing                   |
| 1977                                      | Piercarlo Ghinzani                  | AFMP Euroracing                     |
| 1978                                      | Jan Lammers                         | Racing Team Holland                 |
| 1979                                      | Alain Prost                         | Oreca                               |
| 1980                                      | Michele Alboreto                    | Euroracing                          |
| 1981                                      | Mauro Baldi                         | Euroracing                          |
| 1982                                      | Oscar Larrauri                      | Euroracing                          |
| 1983                                      | Pierluigi Martini                   | Pavesi Racing                       |
| 1984                                      | Ivan Capelli                        | Enzo Coloni Racing                  |
| Fuente:                                   |                                     |                                     |